# وادي رخية (اليمن)
وادي رخية تقع في أقصى الغرب لوادي حضرموت، موازيًا لوادي عمد جنوبًا ووادي العبر أو مديرية العبر شمالاً في اليمن، ويعتبر من أكبر الوديان وأطولها، حيث يصل طوله إلى حوالي (90 كيلو متر) وهو وادٍ منعزل نسبيًا عن المراكز الرئيسية لحضرموت، وساكنيه يميلون إلى الحياة البدوية لقرب الوادي من رملة ال سبعتين، ويعود الاستيطان في هذا الوادي إلى فترات مبكرة من تاريخ البشرية، إذ أسفرت المسوحات الأثرية التي قامت بها البعثة الأثرية اليمنية السوفيتية في هذا الوادي فيما بين عامي (1983 م و1984 م) عن مقابر فريدة من نوعها يعود تاريخها إلى الفترة بين الألفين الثالث والثاني قبل الميلاد وكشفت أيضًا عن مدينة قديمة يعود تاريخها إلى فترة ما قبل الإسلام، أما الفترة الإسلامية فهناك في سفوح الجبال وفي المرتفعات الصخرية لضفتي الوادي تنشر قلاع وحصون إسلامية.

## الآثار والمواقع التاريخية

### مقابر وادي رخية
اكتشفت البعثة الأثرية اليمنية السوفيتية ف ي عام (1984 م)، أثناء المسح الأثري لوادي رخية في سفوح الجبال، والمرتفعات الصخرية لضفتي الوادي على مقابر قديمة يعود تاريخها إلى الفترة بين الألفيين الثالث والثاني قبل الميلاد، وهي مقابر فريدة من نوعها والوحيدة على مستوى الجزيرة العربية، بل وأقدم مقابر كشف عنها في الجزيرة العربية، وهي عبارة عن مدافن مكونة من عشرات المباني القبورية الحجرية، حيث يبنى القبر بهيئة بناء إسطواني غير مرتفع ومغطى من أعلى بشكل قبة والجثة تدفن فيه بشكل منحنى والرؤوس موجهة إلى جهة الشمال الشرقي ولم تدفن معها مواد جنائزية، والغريب في هذه القبور أن البناء الإسطواني للقبر يكون متبوعًا عادة بشكل يشبه الذيل وهو من الأحجار الكبيرة المستديرة أو البيضاوية ولا يعرف السبب في وجود هذا الذيل الحجري، وقد أقيمت هذه المقابرفي مناطق بعيدة عن المستوطنات القديمة وعن الأراضي الزراعية القديمة أيضًا.

### موقع بير حمد
اكتشفت أيضًا البعثة الأثرية اليمنية السوفيتية في عام (1984 م)، مدينة قديمة يعود تاريخها إلى فترة ما قبل الإسلام، وتقع في المكان الذي يتصل فيه وادي حضرموت برملة السبعتين، وتعتبرأضخم مدينة قديمة في المشارف الغربية لوادي حضرم وت، ومن خلال المسح الطبوغرافي للمدينة اتضح أن المدينة تتخذ مخططًا عمرانيًا بشكل مثلث ممتد يتجه برأسه إلى جهة الشمال الغربي، وتشمل المدينة على بقايا مباني شيدت باللبن غير المحروق، وإلى جانب هذه المباني تبرز أنقاض ثمانية مباني كبيرة، وأظهرت الحفريات الأولية للبعثة الأثرية اليمنية السوفيتية أنقاض معبد الإله الحضرمي (سين) ،على مساحة (8 مترً ا)، وإلى جانبه أنقاض معبد للإله (ذات حميم)، كما وجدت بعض النقوش التي سجل فيها أصحابها تقربهم للإله (ذات حميم)، وعثر على تمثال برونزي صغير ومبخرة حجرية. وهذه المدينة تحيط بها أراضي زراعية قديمة تقدر مساحتها ب (600 هكتار)، والشئ الملفت للنظر منظومة الري التي كانت تروي هذه الأراضي الزراعية، إذ أنها جمعت بين عدة أنماط من قنوات الري المعروفة في اليمن القديم.

### القلاع والحصون الإسلامية
تمتد هذه الحصون على الصخور المرتفعة قريبة من شعاب الجيلان وهي محاطة بعدد من الجدران المتقاربة مع الأبراج وتؤدي إلى أبواب الحصون والقلاع طرق صغيرة متعرجة ترى بوضوح ويمكن التخلص منها أثناء حدوث هجوم على الحصن أو القلعة ومداخل القلاع محصنة بأبراج مربعة بها فتحات لتصويب الأسلحة تجاه أي قوات مهاجمة، وسط القلعة عبارة عن أبراج ذات أربعة أو خمسة طوابق يمكن منها مراقبة المناطق الشاسعة المحيطة بالقلعة، وداخل القلعة نفسها، ومن أهم قلاع وادي رخية قلعة (قرن موشح)، وتقع في موضع غير بعيد عن مدخل وادي رخية ومنها يمكن مراقبة الطريق القادمة من عقبة خشمان، وشيدت على منحدر صخري يرتفع عن سطح الوادي بنحو40 مترً ا)، ولم يبق منها سوى بقايا أساسات المباني والسور، كانت محاطة بثلاثة أسوار متتالية في)الجهات الثلاث التي يسهل الوصول منها إلى القلعة، أما الجهة الرابعة فطبيعة الصخور شديدة الانحداروفرت لها حماية طبيعية، وفي وسط القلعة البرج الذي أقيم في أعلى مكان مرتفع في الصخور.يعمل معظم سكان وادي رخية حاليًا في تربية المواشي، خاصة الأغنام والماعز ويتخذ نمط حياتهم الطابع البدوي يتنقلون للرعي خاصة عند اخضرار المناطق بعد مواسم الأمطار في الجيلان المحيطة والصحراء المجاورة للوادي

## قرى وادي رخيه
قرى وادي رخيه وسكانه
البداعة-
الرقاب-
لعمق-
سهوة-
مراوح-
القرين-
سلمون-
الشرقي-
القرن-
محطة القراميش-
عمق الكسران-
لنّـف-
جدفرة البـَادعَام-
روضة بربر-
قرنطوع-
الحصون-
نطع-
رضاوح-
علوجه-
صو-
الحزالب-
الجدفره-
البداعة-
الخرابة-
حشوه-
الرحبة-
دار رباقه-
الزبارة
حصن بن جعفر-
المخارم-
جول باجحنون-
مباع -
السفولة -
القبلي -
عمقان -
حصن باحير -
خدود البقارة -
عاصمة المديرية صناء.